# Louis de Sadeleer
Pour les articles homonymes, voir Sadeler.
 (septembre 2024).
Louis de Sadeleer (Haaltert 6 octobre 1852 - Bruxelles 6 mai 1924), est un homme d'État, qui fut président de la Chambre des représentants de Belgique et diplomate.

## Biographie
Louis Marie Joseph De Sadeleer était docteur en droit. En 1878 il fut élu conseiller communal de Haaltert (jusqu'en 1884) et membre du Conseil provincial de la Flandre-Orientale (jusqu'en 1882).
En 1882 il fut élu député et le resta jusqu'en 1912. A la Chambre il fut successivement secrétaire, vice-président, et en 1900-1901 président. De 1912 jusqu'à sa mort il fut sénateur.
Louis De Sadeleer joua également un rôle dans la politique internationale. En 1910 le gouvernement belge le nomma ministre plénipotentiaire et envoyé spécial (président) afin d'arbitrer les litiges haïtiens entre le Portugal et l'Allemagne.
Au mois de septembre 1914 De Sadeleer fut chargé d'une mission aux États-Unis et au Royaume-Uni afin de chercher des soutiens et récolter des fonds pour la mise sur pied de programmes d'aide au profit de la population belge.
En 1912 Louis De Sadeleer fut nommé ministre d'état. En 1922 il fut anobli avec le titre, transmissible par primogéniture, de baron. Il prit pour devise: Semper memor Patriae.

## Famille
De Sadeleer était le fils de Jacques de Sadeleer, brasseur et conseiller communal à Haaltert et de Marie-Thérèse Cosyns.
Il épousa Madeleine Van Hoorde (1861-1913) et ils eurent une fille et deux fils:
- Baron Paul de Sadeleer (Saint-Josse-ten-Noode 21 août 1887 - Ixelles 16 décembre 1973), qui fut avocat auprès de la Cour d'Appel de Bruxelles et bourgmestre de Haaltert, ainsi que conseiller provincial de la Flandre Orientale. Il épousa Ida Braun (1891-1926) fille du ministre d'état Alexandre Braun et, après son décès, avec Marie Josse (1899-1973). Il eut six enfants de son premier mariage et trois du second, dont nombreuse progéniture.
- Etienne de Sadeleer (1889-1918) mourut pour la Patrie le 26 mars 1918 à Amiens (Somme)
- Marie-Louise de Sadeleer (1892-1974), épousa Ferdinand de Meurs (1895-1966), industriel papetier.